# Бейкърсфийлд
Вижте пояснителната страница за други значения на Бейкърсфийлд.
Бейкърсфийлд (на английски: Bakersfield) е град и окръжен център на окръг Кърн в щата Калифорния, Съединените американски щати.
Има население от 311 824 души (2006). В града е основана групата Корн.

## Известни личности
Родени в Бейкърсфийлд
- Реджиналд Арвизу (р. 1969), музикант
- Робърт Белтран (р. 1953), актьор
- Джонатан Дейвис (р. 1970), музикант

Починали в Бейкърсфийлд
- Бък Оуенс (1929 – 2006), музикант